# Igrište (Leskovac)
Pour les articles homonymes, voir Igrište.
Igrište (en serbe cyrillique : Игриште) est un village de Serbie situé sur le territoire de la Ville de Leskovac, district de Jablanica. Au recensement de 2011, il comptait 252 habitants.

## Démographie
| 1948 | 1953 | 1961 | 1971 | 1981 | 1991 | 2002 | 2011 |
| ---- | ---- | ---- | ---- | ---- | ---- | ---- | ---- |
| 562  | 599  | 549  | 475  | 411  | 353  | 292  | 252  |

|  |